# Tatenokai
Le Tatenokai (楯の会, « Société du bouclier ») est une milice privée cofondée par l'écrivain japonais Yukio Mishima le 5 octobre 1968, ayant pour objet de protéger et de défendre les valeurs japonaises, de servir l'empereur du Japon et de contribuer à la restauration de son pouvoir et de son statut divin, abrogés par la Constitution du Japon de 1947.
Yukio Mishima crée le 5 octobre 1968 le Tatenokai avec des membres du Ronsō Journal (論争ジャーナル, Ronsō jānaru, « Journal polémique »), un obscur journal étudiant nationaliste. À l'époque des manifestations étudiantes menées par la gauche contre le Traité de coopération mutuelle et de sécurité entre les États-Unis et le Japon, l'un de ses buts était de donner une voix aux étudiants de droite également opposés à ce pacte. Cette société se veut être une milice privée au service de l'empereur et de la restauration de sa divinité, des valeurs japonaises et de l'honneur des samouraïs. 
Contrairement aux usages de l'époque, cette milice obtient le droit de s'entrainer au sein des forces d'autodéfense et organise des stages de combat et de lutte anti-guérilla, naviguant parfois à la limite de la légalité. En deux années d'existence, cette milice comptait 300 soldats, avec cinq stages officiels dans les forces japonaises d'autodéfense.
Cette milice se fit connaître le 25 novembre 1970 par la prise en otage du général en chef des forces d'autodéfense à Tokyo dans son propre bureau de l'École militaire par Mishima et quatre autres membres. Après avoir tenté de soulever les soldats et les élèves-officiers de l'École militaire par un discours appelant à un renouveau du Japon, une restauration de l'empereur dans ses prérogatives ancestrales et à la tentative de coup d'État, Mishima se donna la mort par seppuku puis fut décapité par son aide de camp Masakatsu Morita qui se fit seppuku à sa suite, aidé dans les deux cas par Hiroyasu Koga (en).
Cet acte marquat les esprits, mais fut longtemps tabou au Japon du fait de la controverse suscitée par le personnage de Mishima et ses idées.